# Oversvømmelserne i Kina 1931
 Der er for få eller ingen kildehenvisninger i denne artikel, hvilket er et problem. Du kan hjælpe ved at angive troværdige kilder til de påstande, som fremføres i artiklen.

Oversvømmelserne i Kina 1931, var en række dødbringende oversvømmelser, der fandt sted i Juli 1931. Katastrofen opstod da floderne Yangtze og Den gule flod, gik over deres breder, ødelagde diger, afgrøder og resulterede over 4.000.000 menneskers død. Efter ulykkerne, fik mange folk forskellige sygedomme, fordi deres byer var oversvømmet og områderne var helt ubebolige.
https://chinadialogue.net/en/cities/10811-picturing-disaster-the-1931-wuhan-flood/
30°36′N 114°18′Ø / 30.6°N 114.3°Ø